# Caloptilia betulivora
Caloptilia betulivora là một loài bướm đêm thuộc họ Gracillariidae. Nó được tìm thấy ở Canada (Nova Scotia và Québec) Hoa Kỳ.
Ấu trùng ăn Betula species, bao gồm Betula alleghaniensis, Betula papyrifera và Betula populifolia. Chúng ăn lá nơi chúng làm tổ.